# Kryštof z Boskovic
Kryštof z Boskovic († 13. září 1550) byl moravský šlechtic z rodu pánů z Boskovic.

## Život

Erb Boskovických

Jeho rodiči byli Ladislav z Boskovic a Magdalena Berková z Dubé. První zmínka o Kryštofovi pochází z roku 1520, kdy zemřel jeho otec. Oženil se s Kunkou z Minsterberka, která byla potomkem slavného rodu z Kunštátu a Poděbrad. Roku 1530 se Kryštof stal nejvyšším komorníkem, roku 1540 byl jmenován do funkce moravského zemského hejtmana. V této funkci pořádal výpravu do Uher na obranu proti tureckému nebezpečí. Tato turecká vojna ho finančně vyčerpala. V roce 1544 prodal Letovice, za což o rok později financoval koupi svojanovského panství. V roce 1547 však prodal rodové sídlo pánů z Boskovic s městem a s mnoha vesnicemi rozsáhlého panství zbohatlému důlnímu podnikateli Šimonu Ederovi ze Štiavnice. Kromě toho prodal i hrad Cimburk s panstvím, Úsov a Litovel.
Kryštof zemřel 13. září 1550, zanechal po sobě jediného syna Ladislava Velena z Boskovic a dceru Marii Magdalenu.

## Vymření hlavní linie Boskoviců po meči
Ladislav Velen z Boskovic zemřel již roku 1551 a zanechal po sobě sirotky Václava, Jana, Kunku, Marii Annu a Johanku.
- Václav dosáhl plnoletosti v roce 1557, roku 1569 zastával při moravském sněmu funkci nejvyššího komorníka. Zemřel bezdětný roku 1571.
- Jan byl roku 1582 nejvyšším moravským sudím, zemřel bezdětný. Svá panství Moravskou Třebovou, Zábřeh a Rudu odkázal synovci Ladislavu Velenovi ze Žerotína.